# Heidi Blobner
Heidi Blobner (Frankfurt de l'Oder, Brandenburg) va ser una ciclista alemanya que va representar a la República Democràtica Alemanya. Va guanyar una medalla de bronze en Velocitat als Campionats del món en pista de 1966.